# 力の平行四辺形

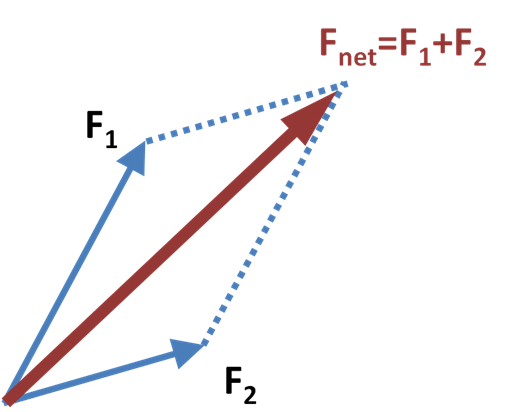
図1: 力を表す（平行でない）ベクトルの組による平行四辺形の作図。対角線が合力を表す。

力の平行四辺形（ちからのへいこうしへんけい、英: parallelogram of force）は、物体に2つの力の加法によって得られる平行四辺形である。力の平行四辺形は、2つの力の合力を図示するためにしばしば用いられる。
2つより多くの力のなす図形はもはや平行四辺形ではなくなるが、それらの合力がなす図として同様に平行四辺形を作図できる。例えば、図1では、F2 の始点が F1 の終点と一致するように F2 を移動させるのと、F1 の始点と F2 の終点を結ぶベクトルを正味の力とするのとでは同じ結果になる。3つのベクトル F1, F2, G の合力の場合も同様に、Fnet = F1 + F2 と G のなす平行四辺形として作図できる（結果は和の順序に依存しない）。

## ニュートンの証明

図2: 速度の平行四辺形

### 準備: 速度の平行四辺形
与えられた時間（例えば1秒）で粒子がAからBへの線（図2）に沿って一定の速度で移動し、同時に線ABがABの位置からDCの位置に一様に移動し、終始元の方向と平行なままであるとする。両方の運動を考慮すると、粒子は線ACをたどる。与えられた時間内の変位は速度の尺度なので、ABの長さはABに沿った粒子の速度の尺度であり、ADの長さはADに沿った線の速度の尺度であり、ACの長さはACに沿った粒子の速度の尺度である。粒子の運動はACに沿って単一の速度で移動した場合と同じである。

### 力の平行四辺形のニュートンの証明
図1の原点（ベクトルの「尾」）にある粒子に2つの力が作用したとする。ベクトルF1とF2の長さは2つの力がある時間作用することにより粒子に生じる速度を表し、それぞれの方向はそれが作用する方向を表している。それぞれの力は独立に作用し、他の力が作用するかしないかにかかわらず特定の速度を作り出す。与えられた時間の終わりでは、粒子は両方の速度を持っている。上記の証明により、これは1つの速度Fnetと等価である。ニュートンの第2法則により、このベクトルはその速度を生み出す力の尺度でもあり、したがって、2つの力は1つの力と等価である。

## 垂直なベクトルに対するベルヌーイの証明
力をユークリッドベクトルもしくは{\displaystyle \mathbb {R} ^{2}}の要素としてモデル化する。最初の仮定は2つの力の合力が実際には別の力であるというものである。すなわち、任意の2つの力{\displaystyle \mathbf {F} ,\mathbf {G} \in \mathbb {R} ^{2}}に対して、{\displaystyle \mathbf {F} \oplus \mathbf {G} \in \mathbb {R} ^{2}}が存在する。

最後の仮定は2つの力の合力が回転しても変化しないことである。{\displaystyle R:\mathbb {R} ^{2}\to \mathbb {R} ^{2}}を任意の回転（{\displaystyle \det R=1}である{\displaystyle \mathbb {R} ^{2}}の通常のベクトル空間構造の任意の直交写像）とすると、任意の力{\displaystyle \mathbf {F} ,\mathbf {G} \in \mathbb {R} ^{2}}に対し{\displaystyle R}は
{\displaystyle R\left(\mathbf {F} \oplus \mathbf {G} \right)=R\left(\mathbf {F} \right)\oplus R\left(\mathbf {G} \right)}
を満たす。2つの力{\displaystyle \mathbf {F} _{1}}と{\displaystyle \mathbf {F} _{2}}は垂直で、{\displaystyle \mathbf {F} _{1}}の長さを{\displaystyle a}、{\displaystyle \mathbf {F} _{2}}の長さを{\displaystyle b}、および{\displaystyle \mathbf {F} _{1}\oplus \mathbf {F} _{2}}の長さを{\displaystyle x}と仮定する。
{\displaystyle \mathbf {G} _{1}:={\tfrac {a^{2}}{x^{2}}}\left(\mathbf {F} _{1}\oplus \mathbf {F} _{2}\right)}および{\displaystyle \mathbf {G} _{2}:={\tfrac {a}{x}}R(\mathbf {F} _{2})}として、{\displaystyle R}を{\displaystyle \mathbf {F} _{1}}と{\displaystyle \mathbf {F} _{1}\oplus \mathbf {F} _{2}}の間の回転とすると{\displaystyle \mathbf {G_{1}} ={\tfrac {a}{x}}R\left(\mathbf {F} _{1}\right)}である。回転が不変の下では
{\displaystyle \mathbf {F} _{1}={\frac {x}{a}}R^{-1}\left(\mathbf {G} _{1}\right)={\frac {a}{x}}R^{-1}\left(\mathbf {F} _{1}\oplus \mathbf {F} _{2}\right)={\frac {a}{x}}R^{-1}\left(\mathbf {F} _{1}\right)\oplus {\frac {a}{x}}R^{-1}\left(\mathbf {F} _{2}\right)=\mathbf {G} _{1}\oplus \mathbf {G} _{2}}
を得る。同様に、さらに2つの力{\displaystyle \mathbf {H} _{1}:=-\mathbf {G} _{2},\quad \mathbf {H} _{2}:={\tfrac {b^{2}}{x^{2}}}\left(\mathbf {F} _{1}\oplus \mathbf {F} _{2}\right)}を考える。{\displaystyle T}を{\displaystyle \mathbf {F} _{1}}から{\displaystyle \mathbf {H} _{1}}への回転とすると{\displaystyle \mathbf {H} _{1}={\tfrac {b}{x}}T\left(\mathbf {F} _{1}\right)}であり、これにより{\displaystyle \mathbf {H} _{2}={\tfrac {b}{x}}T\left(\mathbf {F} _{2}\right)}となる。
{\displaystyle \mathbf {F} _{2}={\frac {x}{b}}T^{-1}\left(\mathbf {H} _{2}\right)={\frac {b}{x}}T^{-1}\left(\mathbf {F} _{1}\oplus \mathbf {F} _{2}\right)={\frac {b}{x}}T^{-1}\left(\mathbf {F} _{1}\right)\oplus {\frac {b}{x}}T^{-1}\left(\mathbf {F} _{2}\right)=\mathbf {H} _{1}\oplus \mathbf {H_{2}} }
これら2つの方程式より
{\displaystyle \mathbf {F} _{1}\oplus \mathbf {F} _{2}=\left(\mathbf {G} _{1}\oplus \mathbf {G} _{2}\right)\oplus \left(\mathbf {H} _{1}\oplus \mathbf {H_{2}} \right)=\left(\mathbf {G} _{1}\oplus \mathbf {G} _{2}\right)\oplus \left(-\mathbf {G} _{2}\oplus \mathbf {H} _{2}\right)=\mathbf {G} _{1}\oplus \mathbf {H} _{2}}
を得る。{\displaystyle \mathbf {G} _{1}}と{\displaystyle \mathbf {H} _{2}}はどちらも{\displaystyle \mathbf {F} _{1}\oplus \mathbf {F} _{2}}に沿っているため、長さ{\displaystyle x}は{\displaystyle \left|\mathbf {F} _{1}\oplus \mathbf {F} _{2}\right|=\left|\mathbf {G} _{1}\oplus \mathbf {H} _{2}\right|={\tfrac {a^{2}}{x}}+{\tfrac {b^{2}}{x}}}に等しく、
{\displaystyle x={\sqrt {a^{2}+b^{2}}}}
である。このことは{\displaystyle \mathbf {F} _{1}\oplus \mathbf {F} _{2}=a\mathbf {e} _{1}\oplus b\mathbf {e} _{2}}が長さ{\displaystyle {\sqrt {a^{2}+b^{2}}}}を持ち、これは{\displaystyle a\mathbf {e} _{1}+b\mathbf {e} _{2}}の長さであることを示している。したがって、{\displaystyle \mathbf {F} _{1}}と{\displaystyle \mathbf {F} _{2}}が垂直である場合、{\displaystyle \mathbf {F} _{1}\oplus \mathbf {F} _{2}=\mathbf {F} _{1}+\mathbf {F} _{2}}である。ここで、2つの補助の力を組み合わせるとき、{\displaystyle \oplus }の結合性を用いた。以下の証明にもこの追加の仮定を使用する
。

## 力の平行四辺形の代数的証明
力をユークリッドベクトルもしくは{\displaystyle \mathbb {R} ^{2}}の要素としてモデル化する。最初の仮定は2つの力の合力が実際には別の力であるというものである。そのため、2つの力{\displaystyle \mathbf {F} ,\mathbf {G} \in \mathbb {R} ^{2}}には、別の力{\displaystyle \mathbf {F} \oplus \mathbf {G} \in \mathbb {R} ^{2}}が存在する。可換性を仮定する。これらは同時に加えられる力なので、順序は重要ではなく、{\displaystyle \mathbf {F} \oplus \mathbf {G} =\mathbf {G} \oplus \mathbf {F} }である。
写像
{\displaystyle (a,b)=a\mathbf {e} _{1}+b\mathbf {e} _{2}\mapsto a\mathbf {e} _{1}\oplus b\mathbf {e} _{2}}
を考える。
{\displaystyle \oplus }が結合的であるならば、この写像は線形である。{\displaystyle \mathbf {e} _{1}}を{\displaystyle \mathbf {e} _{1}}に、{\displaystyle \mathbf {e} _{2}}を{\displaystyle \mathbf {e} _{2}}に写すため、恒等写像である必要もある。よって{\displaystyle \oplus }は通常のベクトル加算演算子と同等でなければならない。

## 論争
力の平行四辺形の数学的証明は、数学的に妥当であると一般に認められていない。さまざまな証明が開発され（主にDuchaylaとポアソンのもの）、これらも反論を引き起こした。力の平行四辺形が真実であるかどうかは疑問視されなかったが、なぜ真実であったのであろうか。今日、力の平行四辺形は経験的事実として受け入れられており、ニュートンの第1原理に還元することはできない。